# 김민환
김민환(金珉煥, 1945년 ~ )은 고려대학교 미디어학부 명예교수이다. 고려대 언론대학원 원장, 고려대 교수의회 의장, 한국언론학회 회장, 중앙일보 사외이사, 네이버 뉴스편집자문위원회 위원장 등을 역임했다. 
2010년 8월 정년퇴임한 뒤, 전남 완도군 보길도로 이주,  장편소설 《담징》《눈 속에 핀 꽃》《큰새는 바람을 거슬러 난다》《등대》를 썼다. 《큰새는 바람을 거슬러 난다》로 이병주문학상과 노근리 평화문학상을 받았다.
본관은 영광이며, 전라남도 장흥군 출신이다.

## 학력
- 1961 ~ 1964 국립 목포해양고등학교
- 1966 ~ 1971 고려대 신문방송학 학사
- 1971 ~ 1973 고려대  대학원 신문방송학 석사
- 1981 ~ 1986 고려대 대학원 신문방송학 박사

## 경력
- 전남대 신문방송학과 교수 (1981.9~1992.2)
- 미주리대 저널리즘스쿨 방문학자 (1989.9~1990.8)

- 고려대 언론학부 교수 (1992.3~2010.8)
- 인디아나대  동아언어문화학과 방문학자(1998.9~1999.8)
- 고려대 미디어학부 명예교수(2010.9~현재)
- 고려대 언론대학원 원장 (2002.2~2004.2)
- 한국언론학회 회장 (2002.10~2003.10)
- 고려대 교수의회 의장 (2007.4~2008.4)
- 중앙일보 사외이사 (2012.6~2022.3)
- 네이버 뉴스편집자문위원회 위원장 (2014.5~2018.6)

- 한국언론학회 희관학술상 (2007)
- 이병주 문학상, 노근리평화문학상 (2021)